# ATP Itaparica 1990
L'ATP Itaparica 1990  è stato un torneo di tennis giocato sul cemento. È stata la 9ª edizione dell'ATP Itaparica, che fa parte della categoria World Series nell'ambito dell'ATP Tour 1990. Il torneo si è giocato a Itaparica in Brasile, dal 5 all'11 novembre 1990.

## Campioni

### Singolare maschile
Mats Wilander ha battuto in finale  Marcelo Filippini con il punteggio di 6–1, 6–2

### Doppio maschile
Mauro Menezes /  Fernando Roese hanno battuto in finale  Tomás Carbonell /  Marcos Górriz con il punteggio di 7–6, 7–5